# Юность поэта
«Юность поэта» — художественный фильм о лицейских годах А. С. Пушкина. Фильм был снят к 100-летию со дня гибели поэта. Консультантами картины стали пушкинисты Л. Б. Модзалевский и Н. В. Измайлов. Фильм получил золотую медаль на Всемирной выставке в Париже в 1937 году. Исполнитель роли Пушкина, Валентин Литовский, и большинство исполнителей ролей лицеистов погибли на фронтах Великой Отечественной войны.

## Сюжет
1814 год. Царское Село готовится встречать императора Александра I и русскую армию после победы над Наполеоном. Но пятнадцатилетнего лицеиста Пушкина больше волнуют собственные стихи и крепостная актриса Наташа…

## В ролях
- Валентин Литовский — Пушкин

В ролях лицеистов:
- Л. Мазин — Комовский
- Анатолий Мурузин — Пущин
- Ян Парамонов — Кюхельбекер
- Олег Липкин — Дельвиг
- Чеслав Сушкевич — Горчаков
- Константин Смирнов — Яковлев

В других ролях:

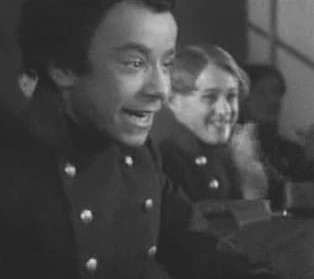
Кадр из фильма

- Владимир Гардин — Мейер, гувернёр лицея
- Валентина Ивашёва — Наташа, крепостная актриса
- Нина Шатерникова — княжна Эллен
- Александр Громов — Фома, лицейский дядька
- Владимир Таскин — Фролов, инспектор лицея
- Константин Гибшман — Кошанский, проф.российской словесности
- Валентин Янцат — Куницын, профессор права
- Эмиль Галь — Де Будри, профессор
- Александр Мгебров — Державин
- И.Новский — граф Разумовский, министр просвещения
- в титрах не указан Сергей Карнович-Валуа — Аракчеев
- Георгий Кранерт — Александр I

## Съёмочная группа
- Автор сценария: Александр Слонимский
- Режиссёр: Абрам Народицкий
- Первый ассистент режиссёра: Адольф Бергункер
- Ассистент режиссёра: В. Горчаков
- Операторы: Александр Сигаев, А. Дудко
- Звукооператор: Андрей Гаврюшев
- Художники: Исаак Махлис, С. Мейнкин, Пётр Якимов
- Режиссёр монтажер: Михаил Шапиро
- Начальник группы: М. Фрейдин
- Композитор: Юрий Кочуров

## Технические данные
Фильм снят на чёрно-белой плёнке «Свема».

## Видео
Фильм выпущен компанией «Восток В» на видеокассетах и DVD.